# Stadio Tre Fontane
Stadio Tre Fontane is een sportstadion in de Italiaanse hoofdstad Rome. Rugby Roma Olimpic speelt hier zijn thuiswedstrijden, en ook de vrouwen van AS Roma spelen hier hun wedstrijden in de Serie A.